# Escrache
Escrache ist eine Demonstrationsform gegen Personen, die für Missstände oder Verbrechen verantwortlich gemacht werden, meistens für die Verletzung von Menschenrechten oder politische Korruption.
Öffentlichkeit und besonders das Lebensumfeld werden durch Sprechchöre, Transparente, Plakate, Musik, Graffiti und Theateraufführungen darauf hingewiesen, dass die Personen an den Demonstrationsorten wohnen, einkaufen oder arbeiten.
Die ersten Escraches in den späten 1990er Jahren richteten sich gegen mutmaßliche Verantwortliche der Militärdiktaturen Südamerikas, die nachher versuchten, unauffällig zu bleiben. 2013 fanden sie erstmals in Spanien im Rahmen einer Volkspetition der Plataforma de Afectados por la Hipoteca statt.

## Etymologie
Das Wort escrache hat über Südamerika, besonders Argentinien, wieder Eingang ins Spanische sowie darüber hinaus in andere Sprachen gefunden, bspw. ins Portugiesische. 1879 dokumentiert Benigno B. Lugones das Wort escracho im Lunfardo des Río de la Plata. Escracho bezeichnet in der Gaunersprache einen Betrug. Der Betrüger versucht ein manipuliertes Los zu verkaufen, das auf einer Liste der prämierten Lose geführt wird, wobei der Verkaufspreis niedriger als die angeblich einlösbare Prämie liegt.
Der etymologische Ursprung des Wortgebrauchs in Südamerika ist unsicher. Der Linguist Marcos Morínigo vermutet den Ursprung im englischen Verb to scratch in der Bedeutung kratzen, rubbeln. Eine andere Herleitung beruft sich auf das genuesische Wort scraccé im Sinne von Abbild, in anlehnender Verwendung: einem Porträt des Gesichtes. Von dieser zweiten Verwendung leitet sich dann die Bedeutung Gesicht und, spezieller, hässliches oder abstossendes Gesicht ab und von da das Verb escrachar mit der Bedeutung porträtieren und die neuere Verwendung im Sinne von die Fresse einschlagen, auf die Fresse hauen. Daneben wird italienisch scaracio für Bespucken als weitere mögliche Herleitung genannt.
Für die provenzalische Sprache ist escrachar zurückgehend auf escratchá unter anderem durch Simon-Jude Honnorat mit der Bedeutung bersten, brechen und spucken erfasst.
Historisch ist die Verwendung des Wortes escrache für sozialpolitische Anklagen und Bloßstellung von Persönlichkeiten zu Beginn des 20. Jahrhunderts belegt, beispielsweise im Zusammenhang eines Mieteraufstands.
Seit 1995 wird diese Bedeutung von escrache durch die Menschenrechtsorganisation H.I.J.O.S zur Bezeichnung ihrer Demonstrationen wiederbelebt, die sich gegen von Carlos Menem (Präsident Argentiniens 1989–99) Begnadigte richtet – entweder bereits verurteilt oder unter dem Verdacht stehend, während der Argentinischen Militärdiktatur Verbrechen gegen die Menschlichkeit begangen zu haben.

## Legitimität

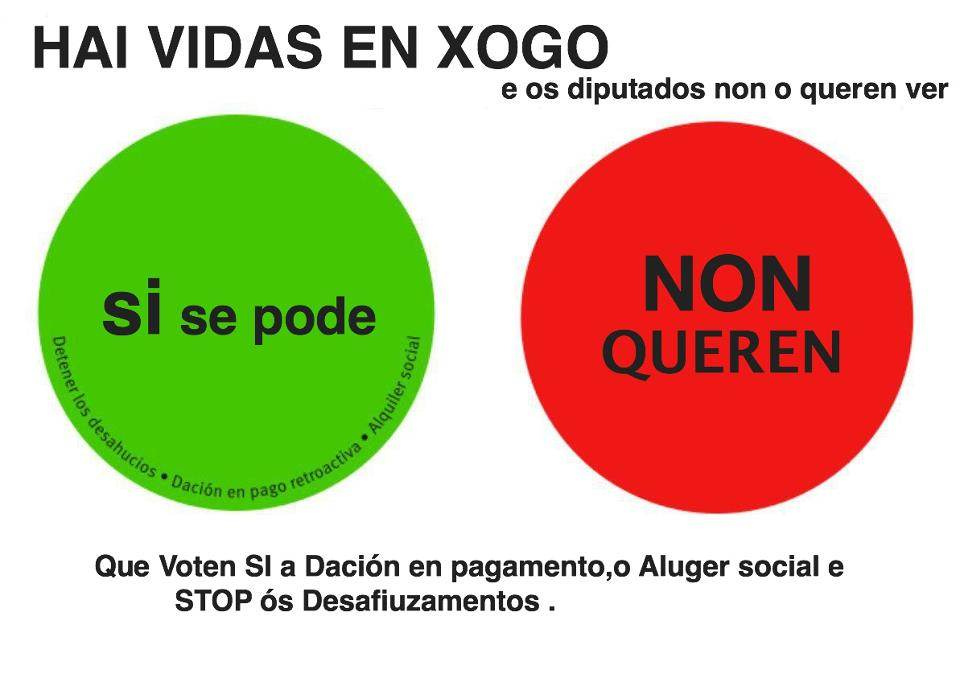
Poster auf Galicisch der Plataforma de Afectados por la Hipoteca

Die escraches als Demonstrationsform sind umstritten. Die Gegner sehen sie außerhalb des gesetzlichen Rahmens, da das Demonstrationsrecht diese Form nicht decke. Demonstrationen müssten angemeldet und durch die Behörden genehmigt sein. Zudem werden die escraches als „hemmungslose Belästigung“ bezeichnet, die Normen des friedlichen Zusammenlebens verletzen. Es handele sich um „moralische Gewalt gegen Personen und Institutionen“, gar um totalitäre, faschistische, nationalsozialistische Methoden.
Die Befürworter verteidigen die escraches als soziale Partizipation, aber auch als gerechtfertigten zivilen Ungehorsam, sobald Grundrechte gefährdet seien, insbesondere wenn aus ethischen Erwägungen deren Verteidigung gerechtfertigt ist, aber Staat, Justiz und Gesetze diese nicht garantieren. Zudem seien diese Aktionen legitim, weil sie gewaltfrei, öffentlich und angekündigt stattfinden und zudem keine Änderung der demokratischen Ordnung herbeiführen wollen, sondern auf deren Verbesserung abzielen.
In Spanien stufen drei bedeutende Juristenvereinigungen die escraches nicht als Delikt ein, solange es nicht zu Übergriffen und Nötigungen kommt. Eine vierte äußert hingegen Zweifel an der Legalität, da es sich um eine Einschüchterung gewählter Parlamentarier handele. Gonzalo Moliner, der Vorsitzende des höchsten spanischen Gerichts Tribunal Supremo, sieht die escraches als Ausdruck der Meinungsfreiheit, solange sie nicht gewalttätig werden.